# Stato limite
Con stato limite, nell'ingegneria strutturale, si intende una condizione, superata la quale, la struttura in esame o uno dei suoi elementi costitutivi non soddisfa più le esigenze per le quali è stata progettata.

## Classificazione
Nella definizione di stato limite si distinguono:
- Stati Limite Ultimi (SLU): associati al valore estremo della capacità portante o ad altre forme di cedimento strutturale che possono mettere in pericolo la sicurezza delle persone. Alcuni esempi delle cause che possono condurre agli SLU sono: a) perdita di stabilità di parte o dell'insieme della struttura; b) rottura di sezioni critiche della struttura; c) trasformazione della struttura in un meccanismo; d) instabilità in seguito a deformazione eccessiva; e) deterioramento in seguito a fatica; f) deformazioni di fluage o fessurazioni, che producono un cambiamento di geometria tale da richiedere la sostituzione della struttura. Il superamento di uno stato limite ultimo ha carattere irreversibile e si definisce collasso. Nei confronti delle azioni sismiche (SLU dinamici) gli stati limite ultimi si suddividono in (D.M. 14.01.2008 e D.M. 17.01.2018):
  - Stato limite di salvaguardia della vita (SLV): a seguito del terremoto, la costruzione subisce rotture e crolli dei componenti non strutturali ed impiantistici e significativi danni dei componenti strutturali cui si associa una perdita significativa di rigidezza nei confronti delle azioni orizzontali; la costruzione conserva invece una parte della resistenza e rigidezza per azioni verticali e un margine di sicurezza nei confronti del collasso per azioni sismiche orizzontali.
  - Stato limite di prevenzione del collasso (SLC): a seguito del terremoto la costruzione subisce gravi danni e crolli dei componenti non strutturali ed impiantistici e danni molto gravi dei componenti strutturali; la costruzione conserva ancora un margine di sicurezza per azioni verticali ed un esiguo margine di sicurezza nei confronti del collasso per azioni orizzontali.
- Stati Limite di Esercizio (SLE): sono stati oltre i quali non risultano più soddisfatti i requisiti di esercizio prescritti. Il superamento di uno stato limite di esercizio può avere carattere reversibile o irreversibile: nel primo caso i danni o le deformazioni sono reversibili e cessano non appena sia eliminata la causa che ha portato al superamento dello SLE; nel secondo caso si manifestano danneggiamenti o deformazioni permanenti inaccettabili e ineliminabili per mezzo della soppressione della causa che le ha generate. Nei confronti delle azioni sismiche (SLE dinamici), gli stati limite di esercizio si suddividono in (D.M. 14.01.2008 e D.M. 17.01.2018):
  - Stato Limite di operatività (SLO): a seguito del terremoto, la costruzione nel suo complesso (includendo elementi strutturali, elementi non strutturali, ecc.) non deve subire danni ed interruzioni d'uso significativi;
  -  Stato limite di danno (SLD): a seguito del terremoto, la costruzione nel suo complesso (includendo elementi strutturali, elementi non strutturali, apparecchiature rilevanti, ecc.) subisce danni tali da non mettere a rischio gli utenti e da non compromettere significativamente la capacità di resistenza e di rigidità nei confronti delle azioni verticali ed orizzontali, mantenendosi immediatamente utilizzabile pur nell'interruzione d'uso di parte delle apparecchiature.

Le principali perdite di funzionalità di una struttura riguardano:
- danneggiamenti locali (fessurazioni eccessive, corrosione dei ferri, ecc.) che compromettono durabilità, efficienza o aspetto[1];
- spostamenti eccessivi (senza perdita dell'equilibrio) e deformazioni eccessive che limitano l'utilizzo, l'efficienza o l'aspetto della costruzione e/o di componenti non strutturali;
- vibrazioni eccessive, incompatibili con l'uso cui costruzione è preposta;
- danni per fatica che compromettano la durabilità;
- corrosione e/o degrado dei materiali in funzione dell'ambiente di esposizione.

La normativa prevede che si debbano effettuare, di regola, le seguenti verifiche:
- verifica alle tensioni di esercizio;
- verifica di fessurazione;
- verifica di deformabilità;
- verifica a fatica;
- verifica di vibrazione.

## Metodo semiprobabilistico agli stati limite
Il metodo semiprobabilistico agli stati limite (basati sull'impiego dei coefficienti parziali di sicurezza) è un metodo di verifica al pari del metodo delle tensioni ammissibili.
Tale metodo viene indicato come semiprobabilistico, perché consente di effettuare una verifica che abbia valenza probabilistica ma sia eseguita seguendo la metodologia utilizzata nei metodi deterministici, come quello delle tensioni ammissibili.
Indichiamo con: 
- S il valore della sollecitazione agente
- R il valore della sollecitazione resistente.

Sia S che R sono da considerarsi delle variabili aleatorie a cui si può associare una densità di probabilità.
Di queste distribuzioni assumono particolare importanza, più che i valori medi che rappresentano il frattile inferiore 50% delle due funzioni di densità di probabilità, i seguenti valori che vengono indicati come valori caratteristici e contrassegnati con il pedice k:
- per S un valore che abbia una bassa probabilità di essere superato, in particolare il frattile inferiore 95% (valore al disotto del quale ricade il 95% dei valori aleatori): Sk
- per R un valore che abbia un'alta probabilità di essere superato: in particolare il frattile inferiore 5% (valore al disotto del quale ricade il 5% dei valori aleatori): Rk.

I valori caratteristici possono essere determinati esclusivamente utilizzando il valore medio xm e la varianza δ delle distribuzioni di S e R secondo la relazione:
xk = xm – kδ
dove k è un valore funzione della probabilità assunta per il frattile e della legge di distribuzione ipotizzata per R e S.
Solitamente si fa riferimento alla distribuzione normale Gaussiana e in questo caso k = 1,64.
Nei valori caratteristici si tiene conto della valenza probabilistica del metodo.
I valori caratteristici così ottenuti vengono sostituiti dai valori di calcolo, indicati con il pedice d (d per design) definiti come segue:
- Sd: valore di calcolo che si ottiene amplificando il valore caratteristico moltiplicandolo per il coefficiente γf
- Rd: valore di calcolo che si ottiene riducendo il valore caratteristico moltiplicandolo per il coefficiente 1/γm.

I coefficienti γf e γm vengono chiamati coefficienti parziali di sicurezza e tengono conto di tutte le aleatorietà ed incertezze non riprese dai valori caratteristici (es. incertezze del modello e della geometria), e sono calibrati dalle normative in relazione al tipo di rischio ed al tipo di materiale utilizzato.
Successivamente si procede alla verifica di sicurezza espressa dalla equazione formale:
Sd ≤ Rd.
Nella modalità di verifica si tiene conto della valenza deterministica del metodo.
La suddetta verifica di sicurezza è nei riguardi degli stati limite ultimi, le verifiche di sicurezza nei riguardi degli stati limite di esercizio si esprimono controllando aspetti di funzionalità e stato tensionale.
Pertanto, per lo studio di una struttura con il metodo degli stati limite, per prima cosa deve essere definito il modello per lo schema geometrico e per i carichi.
Dopo aver effettuato il pre dimensionamento degli elementi strutturali, mediante l'utilizzo di modelli estremamente semplificati, si procede ad esaminare il comportamento della struttura mediante l'analisi strutturale, considerando le varie combinazioni di carico previste dalla normativa vigente per lo stato limite in esame.
I metodi di analisi consentiti dalla normativa sono l'analisi lineare (anche con eventuale ridistribuzione) e l'analisi non lineare enormemente più onerosa nei calcoli.
I risultati dell'analisi sono le sollecitazioni caratteristiche Sk che vanno moltiplicate per il relativo coefficiente per avere il valore di calcolo o di progetto.
Separatamente, noto il legame costitutivo dei materiali, si calcola il valore caratteristico della sollecitazione resistente della sezione Rk che successivamente va moltiplicato per il coefficiente 1/γm.
Noti i due valori di calcolo si può procedere alla verifica come sopra descritto.
Detta verifica deve essere soddisfatta in ogni sezione della struttura.
In merito al legame costitutivo ε- σ del calcestruzzo, la normativa vigente considera un andamento non lineare (non linearità meccanica) discostandosi così da quello lineare elastico utilizzato dalla normativa precedente per il metodo delle tensioni ammissibili.

## Differenza tra metodo degli stati limite e metodo alle tensioni ammissibili

### Metodo delle tensioni ammissibili
Il metodo di calcolo alle tensioni ammissibili è un metodo di verifica strutturale di tipo deterministico.

Poiché si utilizza una legge costitutiva σ - ε del materiale lineare, la verifica di una sezione viene eseguita sulle tensioni (più immediata) e non sulle deformazioni.

Fissato il valore caratteristico del materiale (Rck per il calcestruzzo e fyk per l'acciaio), il D.M. 16 gennaio 1996 permette di calcolare le tensioni ammissibili del materiale:
- σc,amm, τc,0 e τc,1 per il calcestruzzo;
- σs,amm per l'acciaio.

Da un'analisi strutturale di tipo lineare (ad es. utilizzando il metodo degli elementi finiti) si calcolano le sollecitazioni agenti sulla struttura, da cui è possibile individuare le sezioni più sollecitate e, di conseguenza, le massime tensioni agenti su di esse.

Il passo finale consiste nel verificare che la tensione massima agente sulla sezione più sollecitata sia inferiore alla tensione ammissibile prestabilita, secondo le seguenti diseguaglianze:
- σmax < σamm;
- τmax < τamm.

### Differenza concettuale fra i due metodi
Per quanto visto, nel metodo delle tensioni ammissibili il coefficiente di sicurezza è applicato tutto alla resistenza.

Riesprimendo il metodo delle tensioni ammissibili per mezzo della stessa simbologia introdotta per il metodo agli stati limite, si ha:
- Sd = Sk
- Rd = Rk/γm*.

In questo caso la condizione di verifica (equivalente alla diseguaglianza sopra riportata) diviene:
- Sk < Rk/γm*.

Come già esposto precedentemente, il metodo degli stati limite, di tipo semiprobabilisitico, introduce due distinti coefficienti di sicurezza, uno per i carichi e uno per le resistenze, in modo da tener conto delle aleatorietà presenti su tali dati:
- Sd = Sk*γf
- Rd = Rk/γm.

In questo caso la condizione di verifica diventa:
- Sk*γf < Rk/γm.

Si ricorda inoltre che Rk, in questo caso, viene valutato con una legge costitutiva σ - ε del materiale non lineare (parabola rettangolo per il calcestruzzo).
Per sezioni paragonabili, nonostante le differenze concettuali che sussistono tra i due metodi di calcolo, si ottengono generalmente risultati non eccessivamente diversi dal punto di vista delle dimensioni, delle quantità di armatura e dei costi di realizzazione.

Tali corrispondenze possono essere, in realtà, giustificate dalla particolare scelta dei coefficienti adottati nel metodo degli stati limite. Nella prima fase del metodo, infatti, tali coefficienti vengono "tarati" sulla base dei risultati ottenuti mediante il metodo delle tensioni ammissibili, già da tempo largamente utilizzato nella pratica tecnica.

La sempre migliore sistematizzazione del metodo agli stati limite, fa tuttavia discostare sempre più i risultati dei due metodi, spingendo a preferire quello più nuovo perché meglio aderente al comportamento e alle capacità dei materiali.

L'inadeguatezza del metodo di progettazione alle tensioni ammissibili deriva principalmente da due motivi: 
- l'imprecisa aderenza delle leggi costitutive assunte per i materiali acciaio e calcestruzzo alle leggi reali (e in particolare l'assenza di una descrizione del legame costitutivo oltre il campo elastico);
- il procedimento di verifica limitato alla sola fibra della sezione maggiormente sollecitata.

Oltre a ciò, altre critiche hanno riguardato la scarsa attenzione ai fenomeni di degrado, con conseguenti imprevisti costi di riparazione di grandi opere.

## Normativa italiana
Nel 1996, il D.M.LL.PP. del 16/01/1996 (pubblicato sulla Gazzetta Ufficiale n.29 del 05/02/1996) ha stabilito la possibilità di applicare per la prima volta, anche per le strutture in zona sismica, il metodo agli stati limite
La tendenza attuale, in accordo con gli altri paesi della comunità europea, è quella di privilegiare la nuova modalità di calcolo. Sono state infatti scritte, tradotte e diffuse ampiamente le normative europee per la progettazione strutturale, gli Eurocodici, nei quali l'unico metodo di calcolo contemplato è proprio quello agli stati limite.

### Norme Tecniche per le Costruzioni 2005
Il 1º gennaio 2008, sono entrate definitivamente in vigore le nuove Norme Tecniche per le Costruzioni di cui al Decreto del 2005. Pertanto, a partire da tale data, tutto ciò che non può essere progettato con i vecchi D.M. del '96, ad esempio il legno strutturale, va progettato e realizzato secondo le NTC '05, a meno di non volere subito optare per l'uso delle NTC '08, che restano transitorie fino al 30 giugno 2009. 

### D.M. 14.01.2008
Dal 5 marzo 2008, trenta giorni dopo la pubblicazione sulla Gazzetta Ufficiale, è stato possibile utilizzare anche le nuove Norme Tecniche per le Costruzioni (NTC) di cui al Decreto sopracitato.
Da tale data inoltre, e fino alla scadenza del periodo transitorio (inizialmente di 18 mesi, ma poi prorogato ulteriormente fino al 30 giugno 2009), è stato possibile progettare, eseguire, manutentare, collaudare le opere con le nuove Norme Tecniche oppure con le Norme Tecniche per le Costruzioni di cui al D.M. 14 settembre 2005 (pubblicato su Gazzetta Ufficiale n.222 del 23 settembre 2005, Supplemento Ordinario n.159), e le Norme Tecniche di cui ai D.M. 9/1/1996 - Strutture in c.a. e acciaio; D.M. 16/1/1996 - Azioni sulle costruzioni; D.M. 11/3/1988 - Terreni; e D.M. 20/11/1987 – Norme tecniche per la progettazione, esecuzione e collaudo degli edifici in muratura e per il loro consolidamento.

Il 26 febbraio 2009 sulla Gazzetta Ufficiale è stata pubblicata da parte del Ministero Infrastrutture e Trasporti la "Circolare 2 febbraio 2009, n.617" contenente "Istruzioni per l'applicazione delle «Nuove norme tecniche per le costruzioni»" di cui al D.M. 14/01/2008.

Il p.to 2.7 delle nuove NTC oltre a sancire l'obbligo dell'utilizzo per il calcolo delle strutture in zona sismica e non, prevede, l'utilizzo ancora del metodo delle tensioni ammissibili per quelle costruzioni di tipo 1 e 2 e classe d'uso I e II.
In questo caso si deve far riferimento:
- al D.M. LL.PP. del 14.02.92 per le strutture in calcestruzzo e acciaio;
- al D.M. LL.PP. del 20.11.87 per le strutture in muratura,
- al D.M. LL.PP. dell'11.03.88 per le opere e i sistemi geotecnici.

Per il calcolo delle azioni sismiche, si deve assumere S=5 per il grado di sismicità, come definito al p.to B.4 del D.M. LL.PP. del 16.01.1996.
Nel caso sismico valgono anche le modalità costruttive e di calcolo del suddetto D.M. LL.PP. del 16.01.2006 nonché della Circ. LL.PP. n.65/AA.GG.

### O.P.C.M. n.3274 del 20 marzo 2003
L'Ordinanza del Presidente del Consiglio dei ministri n.3274 (pubblicata sulla Gazzetta Ufficiale 8 maggio 2003 n.105 S.O. n.72) è stata introdotta allo scopo di modificare profondamente sia i criteri di classificazione sismica del territorio italiano, sia la normativa sismica, sulla base dell'EC8.
Tale fine è stato solo in parte raggiunto, sia perché la prima ordinanza era viziata da molte imprecisioni che hanno costretto a ben due aggiornamenti (O.P.C.M. n.3316 del 2 ottobre 2003, pubblicata sulla G.U. 10 ottobre 2003 n.236, ed O.P.C.M. n.3431 del 3 maggio 2005, pubblicata sulla G.U. 10 maggio 2005 n.107 S.O. n.85), sia perché di fatto superata dal Decreto Ministeriale del 14 settembre 2005 Norme tecniche per le costruzioni.
Attualmente (2007) l'O.P.C.M. n.3274 è in vigore per quanto riguarda la sua appendice, Allegato 1 - Classificazione sismica dei comuni italiani.
Inoltre, è presa comunque in considerazione dallo stesso D.M. 14/09/05 che ritiene che le disposizioni contenute negli allegati 2 e 3 della Ordinanza di Protezione Civile n.3274 del 2003 e successive modificazioni ed integrazioni, possano continuare a trovare vigenza quali documenti applicativi di dettaglio delle norme tecniche.

## Metodi di analisi strutturale
Secondo l'Eurocodice 2, possono essere utilizzati i seguenti metodi di analisi strutturale per il calcolo delle sollecitazioni e delle deformazioni di una struttura
- SLE
  - Analisi elastica lineare
- SLU
  - Analisi elastica lineare con o senza ridistribuzione
  - Analisi non lineare
  - Analisi plastica